# Lista de representantes permanentes de Granada nas Nações Unidas
Esta é uma lista de representantes permanentes de Granada, ou outros chefes de missão, junto da Organização das Nações Unidas em Nova Iorque.
Granada foi admitido como membro das Nações Unidas a 17 de setembro de 1974.
| Início | Término | Representante permanente (Chefe de missão) | Cargo                        | Credenciais |
| ------ | ------- | ------------------------------------------ | ---------------------------- | ----------- |
| 1974   | 1977    | Marie-Jo Mclntyre                          | Representante permanente     | 1974-09-18  |
| 1977   | 1978    | Franklyn O'Brien Dolland                   | Representante permanente     | 1977-07-21  |
| 1978   | 1979    | George Ashley Griffith                     | Representante permanente     | 1978-07-14  |
| 1979   | 1980    | Bernard Kendrick Radix                     | Representante permanente     | 1979-04-11  |
| 1980   | 1983    | Caldwell Taylor                            | Representante permanente     | 1980-09-02  |
| 1983   | 1985    | Gloria Payne Banfield                      | Encarregada de negócios a.i. | -           |
| 1985   | 1990    | Lamuel A. Stanislaus                       | Representante permanente     | 1985-05-10  |
| 1990   | 1995    | Eugene M. Pursoo                           | Representante permanente     | 1990-07-16  |
| 1995   | 1998    | Robert E. Millette                         | Representante permanente     | 1995-09-19  |
| 1998   | 2004    | Lamuel A. Stanislaus                       | Representante permanente     | 1998-12-21  |
| 2004   | 2007    | Ruth Elizabeth Rouse                       | Representante permanente     | 2004-11-05  |
| 2007   | 2008    | Angus Friday                               | Representante permanente     | 2007-02-07  |
| 2009   | 2013    | Dessima Williams                           | Representante permanente     | 2009-02-17  |
| 2013   | 2016    | Denis Godwin Antoine                       | Representante permanente     | 2013-09-13  |
| 2016   | atual   | Keisha A. McGuire                          | Representante permanente     | 2016-04-12  |